# Nature Cat
Nature Cat (en español: 'NatuGato' en Hispanoamérica y 'NaturGato' en España) es una serie animada estadounidense-canadiense creada por Adam Rudman, David Rudman, y Todd Hannert, producida por la cadena PBS en los Estados Unidos y family CHRGD en Canadá.
La serie se estrenó el 25 de noviembre de 2015 en PBS Kids después del especial Navideña de Wild Kratts, "A Creature Christmas". El programa transmitió por el canal de cable de Discovery Kids en Latinoamérica y Canal Panda en España.

## Personajes
- Fred el gato/NatuGato (NaturGato en España)
- Hal el perro
- Squeeks la ratona (Ardy en Hispanoamérica)
- Daisy la coneja

Shows en portugués:
Animazoo Vol. 1 e 2
1. Turminha do Animazoo
2. O Sapo Não Lava o Pé
3. O Que é Que a Comida Tem?
4. Indiozinhos
5. Coelhinho
6. Borboletinha
7. Pintinho Amarelinho
8. Fui Morar Numa Casinha
9. Pirulito que Bate-Bate
10. É Mentira da Barata
11. Bota Aqui o Seu Pezinho
12. Quando a Noite Chega
13. Hora do Banho
14. O Som do Coraçao
15. Brincadeiras de Criança
16. O Mistério da Zebrinha
17. Tóin Tóin Tóin
18. Cabeça Ombro Joelho e Pé
19. Vovô Chico Tem Uma Fazenda
20. Os 5 Dedinhos
21. O Ratinho e o Relogio
22. A Dona Aranha
23. Não Tomem Refri
24. Noite de Natal
25. Uni Duni Tê
26. Carneirinhos
27. A Festa do Pijama
28. Nãna Nãna Nenezinho!

Galinha Pintadinha 5
1. Para o Papai
2. Feliz Natal
3. Fui à Espanha

Galinha Pintadinha 10 Anos
1. Galinha Pintadinha
2. A Barata
3. Pintinho Amarelinho
4. O Sapo
5. Mariana
6. Galinha Pintadinha 2
7. Atirei o Pau no Gato
8. O Pescoço da Girafa
9. Borboletinha
10. Galinha Pintadinha 3
11. Roda Roda Roda
12. Mamama Papapa
13. Pai Francisco
14. Lava Mão
15. Galinha Pintadinha 4
16. Sambalelê
17. Parabéns da Galinha
18. Os Pintinhos Dizem
19. Para a Mamãe
20. Para o Papai
21. Fui à Espanha

## Reparto

### Voces originales
- Taran Killam: Nature Cat
- Bobby Moynihan: Hal
- Kate McKinnon: Squeeks
- Kate Micucci: Daisy

### Doblaje en español hispanoamericano
- Ángel Mujica: NatuGato
- Juan Guzmán: Hal
- Rocío Mallo: Ardy
- Sofía Narváez: Daisy

### Doblaje en España
- Monti Castiñeiras: NaturGato
- Juan Diéguez: Hal
- Luisa Fernández-Miranda: Squeeks
- Chelo Diaz: Daisy